# スタニスワフ・アニオウコフスキー
スタニスワフ・アニオウコフスキー (Stanisław Aniołkowski、1997年1月20日 - ) は、ポーランドの自転車選手である。2025年現在はコフィディスに所属している。

## 経歴

### 主な成績
2015年
La Coupe du Président de la Ville de Grudziądz 総合2位
 ポイント賞
区間1勝 (Stage 4)
2016年
ポーランド選手権 Under-23 ロードレース 4位
2019年
 Dookoła Mazowsza 総合優勝
 ヤングライダー賞
区間1勝 (Stage 3)
Carpathian Couriers Race
区間2勝 (Stages 3 & 5)
Course de Solidarność et des Champions Olympiques 区間優勝 (Stage 4)
ツアー・オブ・ルーマニア
区間2勝 (Stages 2 & 5)
Szlakiem Walk Majora Hubala 総合3位
 ヤングライダー賞
UEC ヨーロッパ選手権 Under-23 ロードレース 4位
Trofej Umag 7位
2020年
 ポーランド選手権 ロードレース 優勝
 Bałtyk–Karkonosze Tour 総合優勝
区間1勝 (Stage 4)
 Course de Solidarność et des Champions Olympiques 総合優勝
 ポイント賞
区間1勝 (Stage 3)
GP Slovakia 優勝
Puchar Ministra Obrony Narodowej 3位
Tour of Szeklerland 総合3位
 ポイント賞
Tour of Małopolska 総合6位
区間1勝 (Stage 1)
Dookoła Mazowsza 総合9位
2021年
Circuit de Wallonie 4位
ブレーデネ・コクサイデ・クラシック 6位
クラシック・ブルッヘ〜デ・パンネ 10位
カンピウンスハップ・ファン・フラーンデレン 10位
2022年
クラシカ・デ・アルメリア 4位
エルフステンデンロンデ 7位
Ronde van Limburg 8位
Grote Prijs Jean-Pierre Monseré 10位
2023年
Memoriał Andrzeja Trochanowskiego 2位
International Tour of Hellas 総合3位
区間2勝 (Stages 1 & 4)
Ronde van Limburg 3位
トロフェオ・パルマ 6位
2024年
Gooikse Pijl 5位
ヨーロッパ選手権ロードレース 8位
ドワルス・ドール・ヘット・ハーヘラント 8位
ブエルタ・ア・カスティーリャ・イ・レオン 9位
2025年
トロフェオ・パルマ 2位

#### ステージレース
| グランツールの総合成績               |      |
| グランツール                         | 2024 |
| ジロ・デ・イタリア                   | 129  |
| ツール・ド・フランス                 | —    |
| ブエルタ・ア・エスパーニャ           | —    |
| その他の主なステージレースの総合成績 |      |
| ステージレース                       | 2024 |
| パリ〜ニース                         | —    |
| ティレーノ〜アドリアティコ           | 122  |
| ボルタ・ア・カタルーニャ             | —    |
| イツリア・バスク・カントリー         | —    |
| ツール・ド・ロマンディ               | —    |
| クリテリウム・デュ・ドフィネ         | —    |
| ツール・ド・スイス                   | —    |

#### クラシックレース
| モニュメント                         | 2022 | 2023 | 2024     |
| ------------------------------------ | ---- | ---- | -------- |
| ミラノ〜サンレモ                     | —    | —    | —        |
| ロンド・ファン・フラーンデレン       | 63   | —    | 途中棄権 |
| パリ〜ルーベ                         | 46   | —    | 73       |
| リエージュ〜バストーニュ〜リエージュ | —    | —    | —        |
| イル・ロンバルディア                 | —    | —    |          |